# گرگاب (شاهرود)
گرگاب یک روستا در ایران است که در دهستان طرود شهرستان شاهرود واقع شده‌است.